# Deutscher Freiheitssender 29,8
Deutscher Freiheitssender 29,8 war ein Hörfunksender, der vom 10. Januar 1937 bis 28. März 1939 von Madrid in Spanien aus sendete und sich in deutscher Sprache an die Bevölkerung des Deutschen Reiches richtete. Der Name 29,8 resultiert aus der Wellenlänge von 29,8 Meter entsprechend der Kurzwellen-Sendefrequenz 10.067 kHz. Der Sender erweckte den Anschein, von Deutschland aus zu senden, was durch die Aktualität und das Insiderwissen infolge von Mitteilungen deutscher Kommunisten aus deutschen Betrieben, die über die damalige grüne Grenze via Frankreich nach Spanien gelangten, dokumentiert wurde.

## Gründung
Zwei deutsche Antifaschisten, der frühere kommunistische Abgeordnete des preußischen Landtags Franz Dahlem und der Journalist Gerhart Eisler, bekamen Anfang 1937 während des spanischen Bürgerkrieges von dem Informationsminister der Volksfrontregierung, Jesus Hernandez, die Erlaubnis, eine Rundfunkstation für antifaschistische Sendungen nach Deutschland aufzubauen. Der „Deutsche Freiheitssender 29,8“ konnte am 10. Januar 1937 mit den Worten: „Hier spricht der Sender der Deutschen Freiheitspartei!“ seine Arbeit aufnehmen.

## Ziel des Senders
„Achtung! Achtung! Hier spricht der Deutsche Freiheitssender 29,8. Trotz GeStaPo! Sollten Sie uns an einem Abend nicht hören können, aus begreiflichen Gründen, so suchen Sie uns am nächsten Abend! Wir kommen immer wieder!“
Über eine Station in der Nähe von Madrid meldete sich zwischen Januar 1937 und März 1939 der Deutsche Freiheitssender 29,8. Er war täglich von 22 Uhr bis 23 Uhr auf Kurzwelle 29,8 Meter zu hören. Die Redaktion befand sich in Valencia, später in Barcelona. Sie wurde zunächst von Gerhart Eisler, dann von Hans Teubner geleitet.
Zunächst begründete sich der Freiheitssender 29,8 als Stimme der im Deutschen Reich verbotenen Kommunistischen Partei Deutschlands (KPD), nach der Volksfrontkonferenz am 11. April 1937 in Paris meldete sich der Sender gar als „Großdeutscher Freiheitssender“ und stellte sich dem Pariser „Volksfrontkomitee“, auch als „Lutetia-Kreis“ bekannt, zur Verfügung. Durch diese Öffnung nach allen politischen Seiten wurde es möglich, dass viele berühmte deutsche und ausländische Persönlichkeiten über den Sender zu Wort kamen, so zum Beispiel Bertolt Brecht, Willi Bredel, Albert Einstein, Lion Feuchtwanger, Ernest Hemingway, der „rasende Reporter“ Egon Erwin Kisch, Heinrich Mann und Thomas Mann, Erich Weinert und viele mehr.
Der Deutsche Freiheitssender 29,8 verstand seine Aufgabe darin, die deutsche Bevölkerung über die wahre Natur des Nationalsozialismus aufzuklären. So berichtete er über den Einsatz der „Legion Condor“ in Spanien (am 26. April 1937 bombardierte die Legion Condor Guernica) und warnte eindringlich vor den Gefahren eines nahenden Krieges in Europa. Der Sender trat, entsprechend den Absichten des Pariser Volksfrontkomitees, für eine Volksfrontregierung in Deutschland ein.

## Empfang mit Kurzwellenempfänger
Die antinationalsozialistische Exilzeitschrift Deutsche Informationen behauptete am 12. Oktober 1937, bereits seit Frühjahr habe es für Kurzwellenempfänger „in den deutschen Großstädten eine auffallende Kauflust“ gegeben, um „vor allem den deutschen Freiheitssender auf Welle 29,8“ zu hören. Bevorzugt würden Geräte mit „einem besonderen Kurzwellenstörungsschutz“. Die Naziseite war bemüht, den Empfang dieses Senders durch den Einsatz von Störgeräuschen zu beeinträchtigen; dem entging der Sender, indem er flexibel auf Nachbarfrequenzen auswich.

## Ende der Information
Im Zuge der Niederlage der republikanischen spanischen Regierung – Madrid fiel am 28. März 1939 – musste der Deutsche Freiheitssender 29,8 am 5. März 1939 wegen der anrückenden Truppen General Francos endgültig seine Sendungen einstellen. Den Rundfunkmitarbeitern blieb nur kurze Zeit zur Flucht. Sie gehörten zu den letzten, die die Stadt und Spanien verlassen konnten.
Nach dem Ende des Freiheitssenders 29,8 meldete sich auf der gleichen Welle sowie zusätzlich auf Welle 40,9 Meter nochmals kurzzeitig ein Tarnsender mit demselben Namen, der von Frankreich aus von Werner Thormann und wahrscheinlich auch Willi Münzenberg betrieben wurde. Thormann leitete die Redaktion in Paris und trat auch als Sprecher auf. Der Sender wurde in die französische Deutschlandpropaganda eingebunden. Gesendet wurde über Kurzwellensender des französischen Rundfunks. Von Mitte September 1939 bis Mitte Juni 1940 gab es allabendlich zwei 30-minütige Sendungen. Er erreichte nicht die Popularität des ursprünglichen Senders.
Der Deutsche Volkssender in Moskau verstand sich als Nachfolgesender des Deutschen Freiheitssenders 29,8.